# Guarayu
Guarayu, pleme američkih Indijanaca porodice Tupi-Guarani, skupine Guarayu-Siriono-Jora, naseljeno uz rijeke Rio San Miguel i Rio Blanco u gradovima Urubichá, Ascención, San Pablo, Yaguarú i Yotaú. Guarayu, često nazivani i Guarayo, ne smiju brkati s pravim Guarayo ili Huarayo Indijancima, koji se od njih razlikuju i etnički i jezično, i članovi su prodice Tacanan.
Guarayu su sjedilačko stanovništvo koje se bavi sadnjom kukuruza, manioke, banane i drugih uvezenih kultura. Od kukuruza i manioke žene izrađuju fermentirano piće, chichu, koju muškarci piju u velikim količinama na svojim svečanostima. U lovu su se tradicionalno služili lukom i strijelom, dok danas imaju puške. Ribu love lukom i strijelom, otrovima, kopljima i mrežama.
U prošlosti Guarayu nisu nosili odjeće, a dolaskom misionara prihvatili su tunike koje se proizvode od kore drveta (tapa), a danas je to odjelo bolivijskog seljaka za muškarce i duge haljine za žene, često puta rađene od domaćeg tkanja
Mrtve Guarayusi sahranjuju u njihovim kolibama, ukraene ornamentima i obojene bojama, a nakon smrti duša će otići mitskom pretku Tamoiu koji živi negdje na zapadu.